# 石田勝希
石田 勝希（いしだ かつき、1992年10月30日 - ）は、日本の男性空手家、拳法家、キックボクサー。大阪府出身。ＲＫＳ顕修塾所属。初芝立命館高等学校卒、早稲田大学スポーツ科学部在学中。高校・大学では日本拳法部に所属。K-1甲子園2009では第3位、新空手では60戦無敗の実績を持つ。
母親は教育熱心かつ厳格な人物であり、石田が格闘技を始めることには否定的であった。
「勉強ができなければプロの世界でなど通用しない」、「学校の成績が僅かでも落ちた場合は引退させる」という母親の意向に従い、プロになるまでは学業を優先させる姿勢を取っていた。
弟の石田圭吾もK-1甲子園2010で第3位のキックボクサー。

## 来歴
- 幼い頃から空手を始め、高校入学時より日本拳法も始める。

- 2009年3月8日、第20回全日本新空手道選手権大会K-2 GRAND PRIX 軽中量級で優勝を果たし、K-1甲子園の出場権を得た。

- 2009年6月14日、K-1甲子園2009関西地区予選大会のスーパーファイトで上杉文博と対戦し、右ストレートで3RKO勝ち。

- 2009年8月10日、K-1甲子園 〜FINAL16〜のK-1甲子園1回戦でK-1甲子園九州地区2連覇王者園田顕悟と対戦。2Rに右ストレートでダウンを奪った。直後のドクターチェックで園田の頬が大きく腫れあがっていたため、ドクタースタップ。TKO勝ちを収めた。

- 2009年10月3日、K-1 WORLD MAX 2009 FINALで行われたK-1甲子園の準々決勝で藤鬥嘩裟と対戦し、判定勝ち。

- 2009年12月31日、Dynamite!! 〜勇気のチカラ2009〜で行われたK-1甲子園の準決勝で嶋田翔太と対戦し、0-2の判定負け。

- 2010年6月6日、DEEP CAGE IMPACT 2010 in OSAKAで中村匡孝とDEEP KICKルールで対戦し、2-0の判定勝ち。

- 2010年11月20日、K-1甲子園 KING OF UNDER 18 〜FINALに出場。1回戦・2回戦を勝ち抜くも、準々決勝でこの日優勝した晴山翔栄に1-2の判定負けを喫した[1]。

- 2011年4月、早稲田大学スポーツ科学部に入学。同大学でも日本拳法部に入部。

- 2011年8月21日、J-NETWORK「TIME to CHANGE the KICK by J-SPIRIT 4th」でプロデビュー。亮ZAMBIDISと対戦し、序盤から激しい攻防の中一瞬の隙をついて膝蹴りによる1RKO勝ちを収めた。試合後にリング上でマイクを握ると、「K-1甲子園以来の試合で緊張したけれど、バンナ選手、ノブ館長というチャクリキの偉大な先輩の前で勝てて本当に嬉しいです！僕はK-1甲子園の王座が獲れなかったので、やっぱりチャンピオンを目指して闘いたいです！」と、自身のセコンドに就いたノブ・ハヤシとジェロム・レ・バンナへの感謝を述べると共に今後の抱負を語った[2]。

## 戦績
- 新空手：60戦60勝0敗
- K-1 YOUTH：3戦2勝1敗1(T)KO

### プロキックボクシング
| キックボクシング 戦績 | キックボクシング 戦績 | キックボクシング 戦績 | キックボクシング 戦績 | キックボクシング 戦績 | キックボクシング 戦績 | キックボクシング 戦績 |
| --------------------- | --------------------- | --------------------- | --------------------- | --------------------- | --------------------- | --------------------- |
| 17 試合               | (T)KO                 | 判定                  | その他                | 引き分け              | 無効試合              |                       |
| 13 勝                 | 6                     | 6                     | 0                     | 3                     | 0                     |                       |
| 1 敗                  | 0                     | 1                     | 0                     | 3                     | 0                     |                       |

| 勝敗 | 対戦相手           | 試合結果                     | 大会名                                                                               | 開催年月日     |
| ×    | 横山朋哉           | 3R終了判定0-3                | krush.139                                                                            | 2022年6月17日  |
| ○    | 林健太             | 1R KO                        | krush.73                                                                             | 2017年2月18日  |
| △    | バズーカ巧樹       | 3分3R終了 判定0-1            | 鉄拳9                                                                                | 2016年12月4日  |
| ○    | 加藤剛士           | 3分3R終了 判定3-0            | マーシャルアーツ日本キックボクシング連盟RKS「大阪大会～THE ONE AND ONLY～ 門戸開放」 | 2016年10月2日  |
| ○    | 一貴               | 3分3R終了 判定3-0            | 横浜登竜門V                                                                          | 2016年7月3日   |
| △    | 大原裕也           | 3分3R+延長1R終了 判定0-0     | ACCEL vol.32                                                                         | 2015年12月27日 |
| ○    | 平井慎介           | 3分3R終了 判定3-0            | ホーストカップ SPIRIT6 MA・TSU・RI ～京都 夏の陣～                                   | 2015年7月12日  |
| △    | 憂也               | 3分3R終了 判定0-1            | DEEP☆KICK24                                                                          | 2015年2月22日  |
| ○    | 朝倉豊樹           | 3分3R終了 判定2-0            | DEEP☆KICK23                                                                          | 2014年12月21日 |
| ○    | 菱川晋作           | 3分3R終了 判定3-0            | ホーストカップ KINGS WEST ～浪速の陣～                                               | 2014年11月16日 |
| ○    | ジョ・インハン     | 2R 2:53 TKO（タオル投入）    | ACCEL vol.28                                                                         | 2014年8月10日  |
| ○    | 半田喜蓮           | 3分3R終了 判定3-0            | GO-1                                                                                 | 2014年7月20日  |
| ○    | ニルトン・バチスタ | 1R 2:55 KO（左ボディブロー） | ACCEL vol.27                                                                         | 2014年5月3日   |
| ○    | 朝倉豊樹           | 3R KO                        | RKS ダブルクラッチ2                                                                  | 2014年3月30日  |
| ○    | Tiger育夫          | 3分3R+延長1R終了 判定3-0     | ACCEL vol.26                                                                         | 2013年12月23日 |
| ○    | TAKANARI           | 1R 2:01 KO                   | ACCEL vol.24                                                                         | 2013年7月15日  |
| ○    | 亮ZAMBIDIS         | 1R 1:37 KO（左膝蹴り）       | J-NETWORK「TIME to CHANGE the KICK by J-SPIRIT 4th」                                 | 2011年8月21日  |

| 勝敗 | 対戦相手           | 試合結果                     | 大会名                                                                               | 開催年月日     |
| ○    | 林健太             | 1R KO                        | krush.73                                                                             | 2017年2月18日  |
| △    | バズーカ巧樹       | 3分3R終了 判定0-1            | 鉄拳9                                                                                | 2016年12月4日  |
| ○    | 加藤剛士           | 3分3R終了 判定3-0            | マーシャルアーツ日本キックボクシング連盟RKS「大阪大会～THE ONE AND ONLY～ 門戸開放」 | 2016年10月2日  |
| ○    | 一貴               | 3分3R終了 判定3-0            | 横浜登竜門V                                                                          | 2016年7月3日   |
| △    | 大原裕也           | 3分3R+延長1R終了 判定0-0     | ACCEL vol.32                                                                         | 2015年12月27日 |
| ○    | 平井慎介           | 3分3R終了 判定3-0            | ホーストカップ SPIRIT6 MA・TSU・RI ～京都 夏の陣～                                   | 2015年7月12日  |
| △    | 憂也               | 3分3R終了 判定0-1            | DEEP☆KICK24                                                                          | 2015年2月22日  |
| ○    | 朝倉豊樹           | 3分3R終了 判定2-0            | DEEP☆KICK23                                                                          | 2014年12月21日 |
| ○    | 菱川晋作           | 3分3R終了 判定3-0            | ホーストカップ KINGS WEST ～浪速の陣～                                               | 2014年11月16日 |
| ○    | ジョ・インハン     | 2R 2:53 TKO（タオル投入）    | ACCEL vol.28                                                                         | 2014年8月10日  |
| ○    | 半田喜蓮           | 3分3R終了 判定3-0            | GO-1                                                                                 | 2014年7月20日  |
| ○    | ニルトン・バチスタ | 1R 2:55 KO（左ボディブロー） | ACCEL vol.27                                                                         | 2014年5月3日   |
| ○    | 朝倉豊樹           | 3R KO                        | RKS ダブルクラッチ2                                                                  | 2014年3月30日  |
| ○    | Tiger育夫          | 3分3R+延長1R終了 判定3-0     | ACCEL vol.26                                                                         | 2013年12月23日 |
| ○    | TAKANARI           | 1R 2:01 KO                   | ACCEL vol.24                                                                         | 2013年7月15日  |
| ○    | 亮ZAMBIDIS         | 1R 1:37 KO（左膝蹴り）       | J-NETWORK「TIME to CHANGE the KICK by J-SPIRIT 4th」                                 | 2011年8月21日  |

### アマチュアキックボクシング
| 勝敗 | 対戦相手 | 試合結果                        | 大会名                                                                                   | 開催年月日     |
| ×    | 晴山翔栄 | 2分1R+延長1分30秒1R終了 判定1-2 | K-1甲子園 KING OF UNDER 18 〜FINAL 【K-1甲子園2010 準々決勝】                            | 2010年11月20日 |
| ○    | 奥野峻佑 | 2分1R終了 判定3-0               | K-1甲子園 KING OF UNDER 18 〜FINAL 【K-1甲子園2010 2回戦】                               | 2010年11月20日 |
| ○    | 石原將伍 | 1R 合わせ一本                   | K-1甲子園 KING OF UNDER 18 〜FINAL 【K-1甲子園2010 1回戦】                               | 2010年11月20日 |
| ○    | 中村匡孝 | 3分3R終了 判定2-0               | DEEP CAGE IMPACT 2010 in OSAKA 【DEEP KICKルール】                                       | 2010年6月6日   |
| ×    | 嶋田翔太 | 2分3R終了 判定0-2               | Dynamite!! 〜勇気のチカラ2009〜 【K-1甲子園2009 62kg級 準決勝】                          | 2009年12月31日 |
| ○    | 藤鬥嘩裟 | 2分3R終了 判定3-0               | K-1 WORLD MAX 2009 World Championship Tournament FINAL 【K-1甲子園2009 62kg級 準々決勝】 | 2009年10月26日 |
| ○    | 園田顕悟 | 2R 0:30 TKO（ドクターストップ） | K-1甲子園 〜FINAL 16 【K-1甲子園2009 62kg級 1回戦】                                      | 2009年8月10日  |

## 獲得タイトル
- WPMF日本王者
- ACCELライト級王者
- 第14回全国高等学校日本拳法選抜大会 男子個人の部2010年3月 第3位（準決勝で江口昌吾（大商大堺）に敗れる。）
- 第40回全日本新空手道選手権大会 K-2 GRAND PRIX 2009 軽中量級 優勝
- K-1甲子園2009 第3位
- 第13回西日本高等学校日本拳法選手権大会 男子個人の部2009年5月 第3位（準決勝で藤村彰（初芝立命館）に敗れる。）